# Michael DeBakey
Michael Ellis DeBakey, libanonsko-ameriški zdravnik, kirurg in zdravstveni pedagog * 7. september 1908, Lake Charles, Louisiana, Združene države Amerike, † 11. julij 2008, Houston, Teksas, ZDA.
DeBakey je bil častni kancler Medicinske univerze Baylor v Houstonu, v Teksasu, bil pa je tudi direktor centra za srce in ožilje v metodiki DeBakey in višji kirurg Metodistične bolnišnice v Houstonu.
Rodil se je v družini libanonskih krščanskih priseljencev. Za medicino so ga navdušili zdravniki, ki jih je spoznal v očetovi drogeriji, hkrati pa se je naučil šiviljskih veščin od svoje mame. Po pripravljalnem tečaju medicine na Univerzi Tulane je vpisal študij na medicinski fakulteti te univerze, kjer je razvil različico peristaltične črpalke, ki jo je sprva uporabljal za transfuzijo krvi neposredno od darovalca do prejemnika in ki je kasneje postala sestavni del naprave za kardiopulmonarni bypass.
Po zgodnjem kirurškem usposabljanju v bolnišnici Charity v New Orleansu so ga spodbudili, naj konča usposabljanje v Evropi, nato pa se je vrnil na Univerzo Tulane leta 1937. Med drugo svetovno vojno je pomagal razviti enote Mobilne kirurške bolnišnice (MASH) in kasneje pomagal pri ustanovitvi Raziskovalnega sistema medicinskega centra uprave za veterane. 
DeBakeyjeve kirurške inovacije so vključevale koronarne bypass operacije, karotidno endarterektomijo, umetna srca in napravo za pomoč prekatu. Uporabljal je presadke iz Dacrona za nadomestitev ali popravilo krvnih žil, izvedel pa je tudi pionirsko popravilo anevrizme aorte, operacijo, ki jo je imel sam pri starosti 97 let.
DeBakey je v svojem življenju prejel številne nagrade, vključno s predsedniško medaljo svobode, nacionalno medaljo znanost in kongresno zlato medaljo. Poleg tega številne institucije nosijo njegovo ime.

## Zgodnje življenje
Michael DeBakey se je rodil v Lake Charles v Louisiani 7. septembra 1908, libanonskim staršem Shakerju Morrisu in Raheeji Dabaghi. Ob rojstvu mu je bilo ime Michel Dabaghi, vendar si je kasneje ime in priimek preimenoval v Michael DeBakey. Njegovi starši so bili libanski maronitski krščanski priseljenci, govorili so francosko in preganjali zatiranje Osmanov, da bi živeli v državi Cajun, kjer se je govorilo francosko. 
Njegov oče je bil poslovnež, ki je sodeloval pri vzpostavljanju ribogojnic, trgovin z drogami in nepremičninskih agencij, DeBakey pa je pomagal pri vodenju knjig. Navdušen je bil, da je postal zdravnik po srečanju z lokalnimi zdravniki, ko je delal v očetovi lekarni. DeBakey je obiskoval šolo v Lake Charles in je bil najstarejši od petih otrok, imel je tri sestre in enega brata, Ernest (Ernie), ki je kasneje postal torakalni kirurg. Njegovi sestri Lois in Selma sta se tudi poklicno ukvarjali v znanosti. Imel je še eno sestro, Selena.
Kot otrok se je DeBakey naučil igrati saksofon, njegova mati pa ga je naučila šivati. Svojo majico je lahko sešil pri desetih letih. Sodeloval je tudi z Encyclopædia Britannica, sodelavci pa naj bi jo brali od začetka do konca. Naučil se je francoščine in nemščine ter sodeloval v fantovski izvidniški četi. Dobil je nagrade za zelenjavo, ki jo je gojil na svojem vrtu. 

## Medicinska šola
Na univerzi Tulane se je DeBakey šolal dve leti, preden je končal svoj predmedicinski tečaj, leta 1929 pa je pridobil doktorat. Leto prej so mu že odobrili sprejem na študij medicine na Medicinski šoli na Univerzi v Tulanu, kjer je tudi opravljal kirurško raziskovanje.
DeBakey je v zadnjem letniku zdravstvene šole na Tulani univerzi prilagodil stare črpalke in gumijaste cevi ter razvil različico valjarne črpalke. Črpalko je uporabljal za neposredno in neprekinjeno prelivanje krvi s človeka na osebo, kar je kasneje postalo sestavni del srčno-pljučnega stroja. 
Leta 1932 je DeBakey na Medicinski fakulteti na Univerzi v Tulaneju doktoriral. 

## Diplomske kirurške vaje

### Univerza v Strasbourgu
Med letoma 1933 in 1935 je DeBakey ostal v New Orleansu, da bi dokončal pripravništvo in bivanje na kirurgiji v dobrodelni bolnišnici, leta 1935 pa je prejel MS za raziskovanje čir na želodcu. Kot je bil takrat trend ambicioznih kirurgov za usposabljanje in kot sta to storila njegova mentorja Rudolph Matas in Alton Ochsner pred njim, je DeBakeyja spodbudil, da je končal svoje kirurške štipendije na Univerzi v Strasbourgu v Franciji pri profesorju Renéu Lericheju in na univerzi. Univerza v Heidelbergu v Nemčiji pod prof. Martinom Kirschnerjem.  
Po vrnitvi na medicinsko šolo Tulane je DeBakey na kirurški fakulteti služboval od leta 1937 do 1948.
DeBakey je leta 1939 s svojim mentorjem Altonom Ochsnerjem postavil močno povezavo med kajenjem in karcinomom pljuč, hipotezo, ki so jo podprli tudi drugi raziskovalci.

## Med drugo svetovno vojno
Med drugo svetovno vojno je DeBakey služil v ameriški vojski kot direktor oddelka za kirurške svetovalce v uradu generalskega kirurga. Pozneje je v vojski rezervno zasedel sedež polkovnika. Leta 1945 so mu podelili nagrado Legija zaslug. 
DeBakey je pomagal razviti enote mobilne kirurške bolnišnice (MASH), ki so zdravnike postavile bližje črtam in izboljšale stopnjo preživetja ranjenih vojakov v korejski vojni.
Pozneje je DeBakey pomagal vzpostaviti raziskovalni sistem Medicinskega centra za veterane. Po vojni se je vrnil v Tulane. 

## Povojna zdravniška kariera
DeBakey se je leta 1948 zaposlil na fakulteti za medicinsko fakulteto na univerzi Baylor (danes znana kot Baylor College of Medicine) in je bil predsednik kirurškega oddelka do leta 1993. DeBakey je bil predsednik kolegija od leta 1969 do 1979 in je opravljal funkcijo njegovega kanclerja od leta 1979 do januarja 1996, ko je bil imenovan kancler emeritus. Bila je Olga Keith Wiess in ugledna profesorica službe na oddelku za kirurgijo Michaela E. DeBakeyja na medicinski fakulteti Baylor in direktorica DeBakey Heart, Center za raziskovanje in javno izobraževanje na medicinski fakulteti Baylor College in Houston Methodist Hospital.
DeBakey je bil član odbora za medicinsko svetovanje pri komisiji Hoover in je bil med Johnsonovo upravo predsednik predsednikove komisije za bolezni srca, raka in možgansko kap. Delal je v številnih zmogljivostih za izboljšanje nacionalnih in mednarodnih standardov zdravstvene oskrbe. Med njegovimi številnimi posvetovalnimi imenovanji je bilo triletno članstvo v Nacionalnem svetovalnem svetu za srce in pljuča Nacionalnega inštituta za zdravje.
DeBakey je leta 1951 najel koledar za medicino Baylor najemil kirurga Dentona Cooleyja. Sodelovali so do Cooleyjevega odstopa z mesta fakultete na fakulteti leta 1969.

### Vaskularna kirurgija
V petdesetih letih dvajsetega stoletja so DeBakeyjeva opažanja in klasifikacija aterosklerotičnih krvnih žil omogočila novosti pri zdravljenju vaskularne bolezni. Njegovo iskanje idealnega materiala za izdelavo cepiva ga je pripeljalo do veleblagovnice, ki mu je zmanjkalo najlona, zato se je usmeril na polietilen tereftalat (Dacron) in kupil material. DeBakey je s pomočjo ženinega šivalnega stroja izdelal prvo arterijsko cepivo Dacron, ki so zamenjale ali popravile krvne žile. Pozneje je sodeloval z znanstvenim sodelavcem v Philadelphia College of Textiles and Science pri ustvarjanju pletilke za izdelavo cepiva.
DeBakey je prvo uspešno karotidno endarterektomijo opravil leta 1953. Leto kasneje je pioniril tehnike cepljenj za različne dele aorte. 
DeBakey je bil med najzgodnejšimi kirurgi, ki so izvajali obvod za koronarno arterijo. Pionir pri razvoju umetnega srca je bil med prvimi, ki je pri bolniku uspešno uporabljal zunanjo srčno črpalko - obvodno črpalko za levi prekat.
Leta 1958 je DeBakey, da bi preprečil zoženje arterije, ki jo je povzročila endarterektomija, izvedel prvo uspešno angioplastiko. Ta postopek je vključeval črpanje reže v arteriji zaradi endarterektomije z dakronom ali venskim cepičem. Obliž je razširil arterijo, tako da se je kanal arterije, ko se je zaprl, vrnil na normalno velikost. 

### V filmu
V šestdesetih letih dvajsetega stoletja sta DeBakey in njegova ekipa kirurgov opravila nekaj zgodnjih primerov operacij v filmu.

### Pogledi na raziskave na živalih
DeBakey je ustanovil in vodil Fundacijo za biomedicinske raziskave (FBR), katere cilj je bil spodbuditi javno razumevanje in podporo raziskavam na živalih. DeBakey je v svojih raziskavah široko uporabljal živali. Nasprotoval se je pravicam in zagovornikom dobrega počutja živali, ki nasprotujejo uporabi živali pri razvoju zdravljenja ljudi, ko je trdil, da bi bila "prihodnost biomedicinskih raziskav in na koncu človekovega zdravja" ogrožena, če bi zavetišča nehala obračati presežne živali za medicinske namene raziskave. DeBakey je odgovoril na potrebo po raziskavah na živalih, ko je dejal, da "Ti znanstveniki, veterinarji, zdravniki, kirurgi in drugi, ki raziskujejo v laboratorijih za živali, skrbijo tako za oskrbo živali, kot lahko kdo. Njihovo spoštovanje dostojanstva življenja. Pravzaprav je sočutje do bolnih in invalidov tisto, kar jih je motiviralo, da so iskali načine lajšanja bolečine in trpljenja zaradi bolezni. " 

## Poznejša kirurška kariera
DeBakey je z medicino nadaljeval do svoje smrti leta 2008. Njegovi prispevki na področju medicine so segali do konca 75 let. DeBakey je operiral več kot 60.000 bolnikov, vključno z več voditelji in predsedniki držav. DeBakey in skupina ameriških kardiotorakalnih kirurgov, vključno z Georgeom Noonom, so nadzirali kirurško operacijo, ki so jo ruski kirurgi opravili na ruskem predsedniku Borisu Yeltsinu leta 1996. 

### Zdravstveno stanje
31. decembra 2005 je DeBakey v starosti 97 let opravil pionirsko popravilo anevrizme aorte. Pred leti je DeBakey uvedel kirurško zdravljenje tega stanja in ustvaril tako imenovani postopek "DeBakey". Bil je hospitaliziran v bolnišnici pri Houstonu. 
DeBakey se je sprva upiral možni kirurški operaciji, a ker se je njegovo zdravje poslabšalo in ker se ni odzval, se je kirurška ekipa odločila, da nadaljuje s kirurškim posegom. S kontroverzno odločitvijo je etični odbor Houston Methodist odobril operacijo;  od 9. do 10. februarja je DeBakey postal najstarejši bolnik, ki je kdaj opravil operacijo, za katero je bil odgovoren. Operacija je trajala sedem ur. Po zapletenem pooperativnem tečaju, ki je potreboval osem mesecev v bolnišnici s stroški več kot milijon dolarjev, je bil DeBakey septembra 2006 izpuščen in se je vrnil domov z dobrim zdravjem.

### Nagrade in priznanja
DeBakey je postal član številnih učenih društev, pridobil je 36 častnih stopenj in je prejel več sto nagrad.                                                                                                                       
Predsedniško medaljo svobode je prejel leta 1969. Leta 1987 mu je predsednik Ronald Reagan podelil Nacionalno medaljo za znanost. Bil je Zdravstvena dvorana slavnih, Laskerjeva svetilnica in prejemnik nagrade Združenih narodov za življenjsko delo in predsedniške medalje svobode z odlikovanjem. Dobil je nagrado Fundacije za biomedicinske raziskave za življenjsko delo, leta 2000 pa jo je Kongresna knjižnica imenovala za "živo legendo".  23. aprila 2008 je od predsednika Georgea W. Busha in predsednice parlamenta Nancy Pelosi in senatskega večinskega voditelja Harryja Reida prejel Kongresno zlato medaljo.

## Zasebno življenje
DeBakey se je po vrnitvi iz Evrope leta 1937 poročil z Diano Cooper in imela sta štiri sinove: Michaela, Dennisa, Ernesta in Barryja. Potem ko je Diana leta 1972 umrla, se je DeBakey poročil z nemško igralko Katrin Fehlhaber, s katero sta bila poročena do njegovi smrti in sta imela hčer Olgo-Katarino.  
DeBakeya so kolegi in pripravniki opisali kot "težkega voditelja nalog". Nekdanji pripravnik Jeremy R. Morton je opisal, kako je lahko "sladek, ko kaplja med, ko gre za paciente in študente medicine, lahko pa je bil do kirurških stanovalcev brutalen."

## Smrt
11. julija 2008 je Michael DeBakey umrl v Houstonu, star 99 let, manj, kot dva meseca pred njegovim 100 rojstnim dnevom. Vzrok smrti je ostal neznan, najverjetnejši vzrok pa je zagotovo njegova lepa starost. Kmalu po njegovi smrti, 16. julija je prejel priznanje spominske službe v katedrali svetega srca. Ministrstvo za vojsko je organiziralo njegov pogreb 16. julija 2008 na mednarodnem pokopališču v Arlingtonu. 21. januarja 2009 je DeBakey postal prvi posmrtni prejemnik nagrade Denton A. Cooley za vodstvo. 